# Umihara Kawase
Umihara Kawase (海腹川背?) è una serie di videogiochi a piattaforme creata nel 1994 da TNN. La protagonista della serie è Kawase Umihara, una giovane ragazza il cui nome deriva da un modo di dire giapponese.
Il primo titolo omonimo è stato pubblicato solamente in Giappone per Super Famicom. Un sequel del gioco, dal titolo Umihara Kawase: Shun (海腹川背・旬?) è stato prodotto nel 1997 per PlayStation, in seguito convertito per PlayStation Portable e per Nintendo DS.
Nel 2013 Agatsuma sviluppa il terzo gioco della serie per Nintendo 3DS, pubblicato l'anno seguente in America settentrionale da Natsume come Yumi's Odd Odyssey (さよなら海腹川背?, Sayonara Umihara Kawase). Il titolo è stato in seguito distribuito per PlayStation Vita e tramite Steam.
Nel 2019 viene pubblicato Umihara Kawase Fresh! per Nintendo Switch, successivamente pubblicato per PlayStation 4 e Microsoft Windows. Nel maggio 2020 viene commercializzato Umihara Kawase BaZooKa! per Switch, PlayStation 4 e PC.